# Tokeitai
Tokeitai ("Corpo de Polícia Especial", a polícia secreta naval) foi a polícia militar da Marinha Imperial Japonesa, equivalente ao Kempeitai do Exército Imperial Japonês. Seus membros foram acusados de terem cometido vários crimes de guerra durante a Segunda Guerra Sino-Japonesa.